# Jørgen Landt
Jørgen Landt (1751 i Bred – 26. juni 1804 på Bornholm) var en dansk præst og naturforsker.
Han blev født i Bred af forældrene Jørgen Jørgensen, sognedegn i Vissenbjerg, og Anna Dorothea Jørgensdatter. Tidlig mistede han sin fader og kom da i huset hos sin farbroder, der var præst i Hesselager i Fyn. 1773 blev han privat dimitteret af rektor von Støcken i Svendborg og tog attestats 1777. I 14 år var han derefter privatlærer, dels i København, dels i Frederiksborg, og lagde sig ivrig efter botanik. Da han 1791 fik præstekald på Færøerne (Nordstrømø Præstegæld), påtog han sig for Det naturhistoriske Selskab at foretage indsamlinger af de forskellige naturalier på øerne, og sit 7årige ophold der benyttede han også flittig i dette øjemed, ligesom han stærkt fremelskede havedyrkning. Ved sin tilbagekomst til Danmark 1798 udarbejdede han udførligere sine efterretninger om Færøerne, som udkom 1800 (Forsøg til en Beskrivelse over Færøerne). Skriftet er et i alle måder dygtigt og pålideligt arbejde, men det tager stedvis fra J.C. Svabos upubliserede manuskripter fra en rejse til Færøerne, der fandtes på Rentekammeret i syv håndskrevne bind. Kun hastigt og lakonisk nævnes den store færøske oplysningstids lærde mand Svabo: ”En Student Jens Svabo har givet nogle skrevne Efterretninger om Færøe, uden hvis Giennemlæsning vist nok én og anden Anmærkning ville have sluppen min Opmærksomhed forbi.”(Landt, 1965). Så stilfærdig lyder gravskriften over Svabo, just det år han trak sig tilbage fra verden og ville begrave sit forliste liv på Færøerne. Landt benyttede mere end flittigt Svabos manuskript, som han lånte fra Rentekammeret (Djurhuus, 1959, s.XXIII). Visse steder er hele afsnit ordret taget fra Svabos manuskript. En engelsk oversættelse udkom 1810 i London (under navnet George Landt).
1799 var han blevet sognepræst til Olsker og Allinge på Bornholm, hvor han døde 26. juni 1804. Han var gift med Anna (Anneke) Hedevig f. Djurhuus (død 1841 i København), datter af Joh. Chr. Djurhuus, opsidder på Næs Præstegård.
Standard-auktorbetegnelse for arter beskrevet af Jørgen Landt: Landt.

## Værker
- "Om tvende færøske Bløddyr", i: Naturhistorie-Selskabets Skrifter, IV. 1. hæfte, 1797, s. 38-43.
- Forsøg til en Beskrivelse over Færøerne, København 1800.
  - Genoptryk: Einars Prent og Forlag, Tórshavn 1965.
  - Oversættelse: A description of the Faroe Islands, containing an account of their situation, climate, and productions, together with the manners and customs of the inhabitants, their trade etc., 1810.